# Blinking with Fists
Blinking with Fists er titlen på den første digtsamling skrevet af Billy Corgan. 
Bogen, der indeholdte 57 digte, blev udgivet i efteråret 2004, og debuterede på New Yorks bestsellerliste. Det var den højstdebuterende digtsamling i mere end 10 år. 
| Bog | Spire Denne artikel om bøger og tidsskrifter er en spire som bør udbygges. Du er velkommen til at hjælpe Wikipedia ved at udvide den. |